# Oromë
Orömeje izmišljen lik iz Tolkienove mitologije, serije knjig o Srednjem svetu britanskega pisatelja J. R. R. Tolkiena. Je ajnu in eden izmed štirinajstih valar, ki so prišli na Ardo.